# Shushu Jiyi

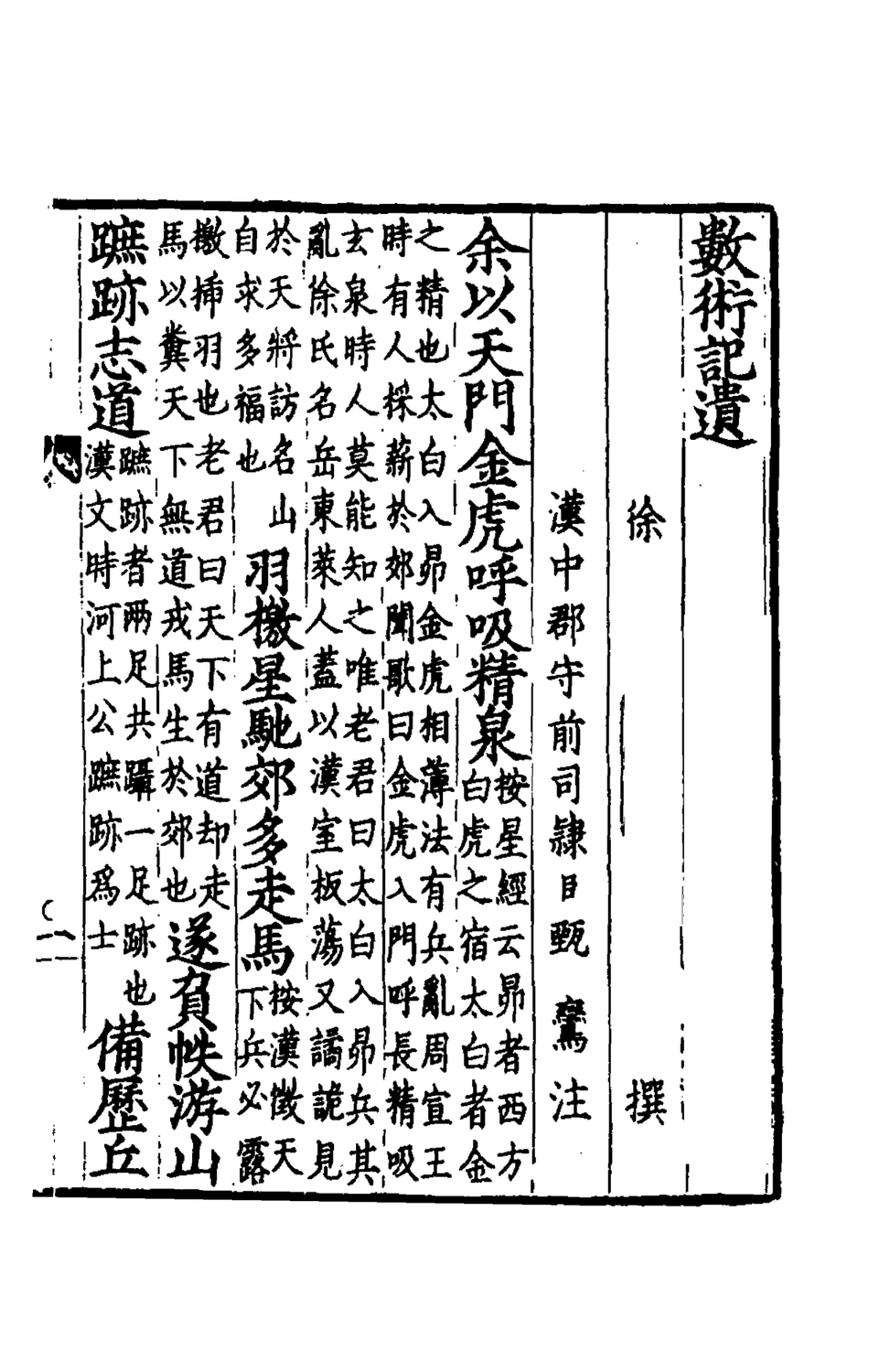
Una página del primer volumen de Shushu Jiyi

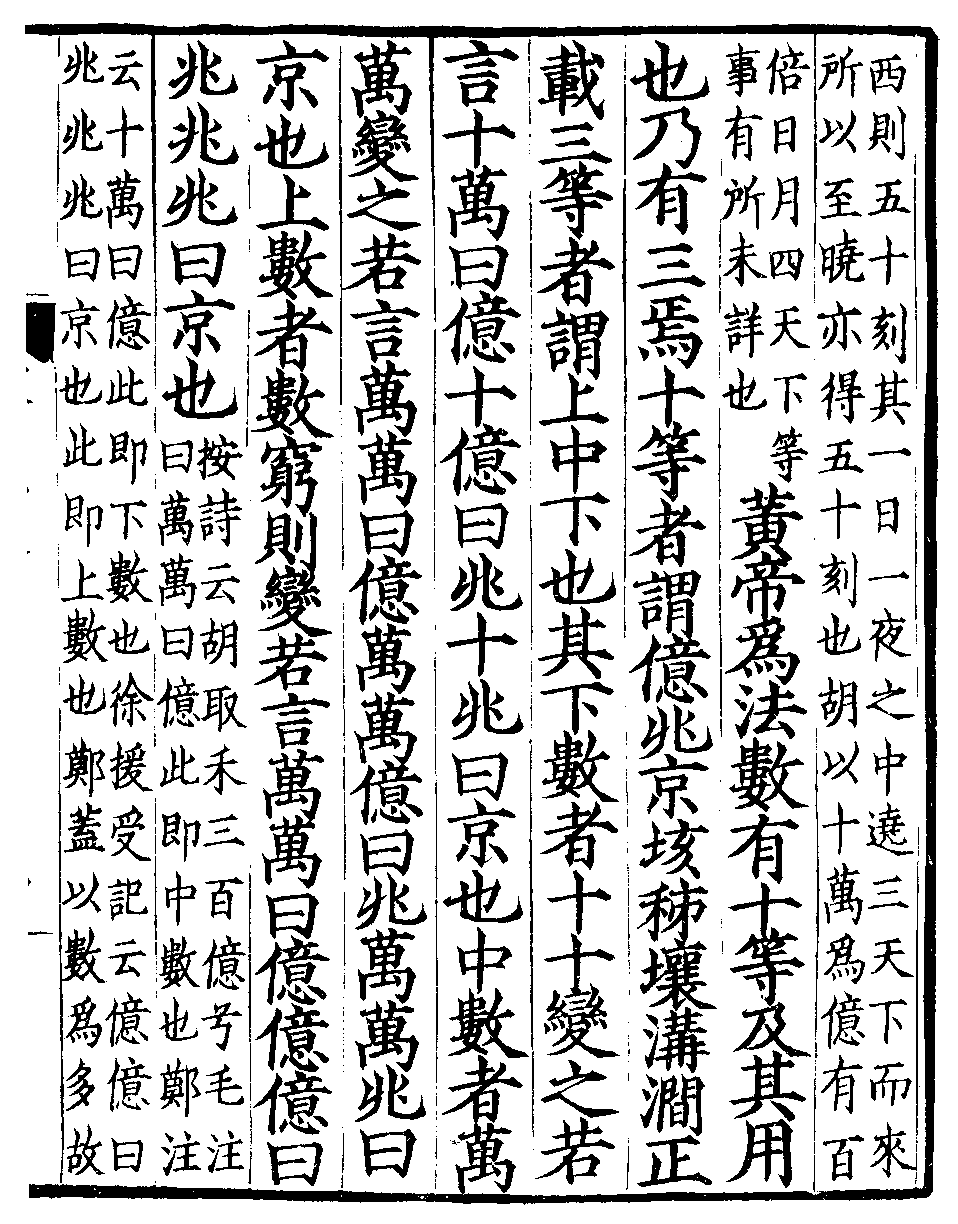
Otra página del Shushu Jiyi

Shushu Jiyi (數術記遺; traducido como Notas sobre las tradiciones de los métodos aritméticos, Memorias sobre los métodos de numeración o Notas sobre las tradiciones del método aritmético) es un tratado matemático chino escrito por el matemático de la dinastía Han del Este, Xu Yue. El texto recibió un comentario posterior de Zhen Luan en el siglo VI.

## Descripción
El texto menciona 14 métodos de cálculo y fue seleccionado para convertirse en uno de los Diez Cánones Computacionales del siglo XI durante la dinastía Song, reemplazando al Zhui Shu (Método de Interpolación) de Zu Chongzhi.
La edición impresa más antigua que se conserva del texto es una copia impresa de la dinastía Song del Sur de 1212, y actualmente se encuentra en la biblioteca de la Universidad de Pekín.[cita requerida]